# The Flatlanders
The Flatlanders sind eine US-amerikanische Alternative-Country-Band, die 1970 im texanischen Lubbock von Jimmie Dale Gilmore, Butch Hancock und Joe Ely gegründet wurde.

## Bandgeschichte
Sie gelten als Wegbereiter der Alternative-Country-Bewegung, da sich ihre Musik bewusst vom Nashville Sound absetzte. Im Gegensatz zur in Nashville üblichen Praxis spielten The Flatlanders ihre Instrumente selbst, schrieben ihre eigenen Songs und verzichteten auf aufwändige Produktionstechnik.
Im März 1972 nahmen The Flatlanders zusammen mit Steve Wesson (Singende Säge), Tony Pearson (Mandoline), Sylvester Rice (Kontrabass) und dem nicht mit Butch Hancock verwandten Tommy Hancock (Fiddle) im Studio von Plantation Records in Nashville siebzehn Songs für ein erstes Album auf. Die vorab veröffentlichte Promo-Single Dallas erwies sich allerdings als Flop und die Plattenfirma verzichtete auf den Vertrieb der Langspielplatte. Nur einige Dutzend 8-Spur-Kassetten fanden den Weg in die Öffentlichkeit. Die Band zerbrach daraufhin nach nur wenigen Gigs.
Gilmore, Hancock und Ely starteten jeweils eigene erfolgreiche Solokarrieren. Zunächst war es Ely, der ab 1977 viel beachtete Alben einspielte und sich als Live-Attraktion einen Namen machte. Da er auch Songs von Hancock und Gilmore spielte und aufnahm, gewannen auch diese an Popularität.
Anfang der 1980er Jahre wurden alte Aufnahmen der Band kurzzeitig in England unter dem Titel One Road More auf Vinyl und Kassette veröffentlicht. Erst 1990, als The Flatlanders längst Kultstatus besaßen, erschienen die Plantation-Aufnahmen unter dem Titel More A Legend Than A Band bei Rounder Records auch in den USA. Das Album entsprach weitestgehend dem geplanten 1972er-Album. Es fehlten zwei der ursprünglichen Songs, dafür wurden vier andere unveröffentlichte Stücke hinzugefügt. Das Album verkaufte sich in kurzer Zeit einige hunderttausend Male. Die Original-Musiker erhielten dafür allerdings keinerlei Tantiemen.
1997 trafen sich die drei mittlerweile hochangesehenen Musiker im Studio wieder und produzierten für den Film Der Pferdeflüsterer (The Horse Whisperer) den Song South Wind Of Summer. Es folgten einige Live-Auftritte. Gilmore, Hancock und Ely fanden zunehmend Gefallen an ihrer gemeinsamen Arbeit. 2000 unternahmen sie ihre erste gemeinsame Tournee und 2002, genau dreißig Jahre nach ihrem ersten Album, entstand mit Now Again ein neues Studio-Album. Das dritte Album, Wheels Of Fortune, erschien zwei Jahre später, gefolgt von einem Livemitschnitt aus dem Jahr 1972. Die Band war im Besitz eines weiteren, nach dreißig Jahren wieder aufgetauchten Tapes mit vierzehn Aufnahmen aus einem Studio in Odessa, welches im Januar 1972 aufgenommen wurde. Dieses Tape wurde nun wiederhergestellt und unter dem Titel The Odessa Tapes bei dem Label New West am 28. August 2012 veröffentlicht.

## Diskografie
Alben

| Jahr | Titel             | Höchstplatzierung, Gesamtwochen, AuszeichnungChartplatzierungen (Jahr, Titel, Platzierungen, Wochen, Auszeichnungen, Anmerkungen) | Höchstplatzierung, Gesamtwochen, AuszeichnungChartplatzierungen (Jahr, Titel, Platzierungen, Wochen, Auszeichnungen, Anmerkungen) | Anmerkungen                                     |
| Jahr | Titel             | US | Country | Anmerkungen                                     |
| ---- | ----------------- | --- | --- | ----------------------------------------------- |
| 2002 | Now Again         | US168 (4 Wo.)US | Country19 (22 Wo.)Country | Erstveröffentlichung: 21. Mai 2002; New West    |
| 2004 | Wheels of Fortune | — | Country35 (11 Wo.)Country | Erstveröffentlichung: 27. Januar 2004; New West |
| 2009 | Hills and Valleys | — | Country38 (8 Wo.)Country | Erstveröffentlichung: 31. März 2009; New West   |
| 2012 | The Odessa Tapes  | — | Country48 (2 Wo.)Country | Erstveröffentlichung: 28. August 2012; New West |

Weitere Alben
- 1976: All American Music
- 1980: One Road More (Charly Records / CR30189)
- 1990: More A Legend Than A Band (Rounder)
- 1995: Unplugged (Sun Records, Jimmie Dale Gilmore And The Flatlanders, incl. Joe Ely and Butch Hancock)
- 2004: Live At The One Knite 1972 (New West)